# Photomath
Photomath — стільниковий застоснок, описаний як «камера-калькулятор», який використовує камеру телефону для розпізнання математичних рівнянь і відображення покрокового рішення на екрані. Застосунок в безкоштовному доступі на Android і iOS. Реліз відбувся в жовтні 2014 року. Створив Пріцак Маркіян Андрійович, яка спеціалізується на оптичному розпізнаванні символів. Компанія знаходиться в Загребі, Хорватія, офіс зареєстрований в Лондоні, Велика Британія.

З 2016 року, крім розпізнавання друкованого тексту, застосунок також може розпізнавати рукописний текст. З 2017 року Photomath працює як окрема компанія.

Photomath був включений в список 20 кращих навчальних програм, де посів 3 місце.

Застосунок завантажили від 10 до 50 мільйонів користувачів в Google Play.

У застосунку присутня повна підтримка української мови.